# Skrajne punkty na kuli ziemskiej
Skrajne punkty na kuli ziemskiej – lista punktów najdalej wysuniętych na północ, południe, wschód i zachód na lądzie, poszczególnych kontynentach i w poszczególnych państwach.

## Świat

### Długośćiszerokość geograficzna

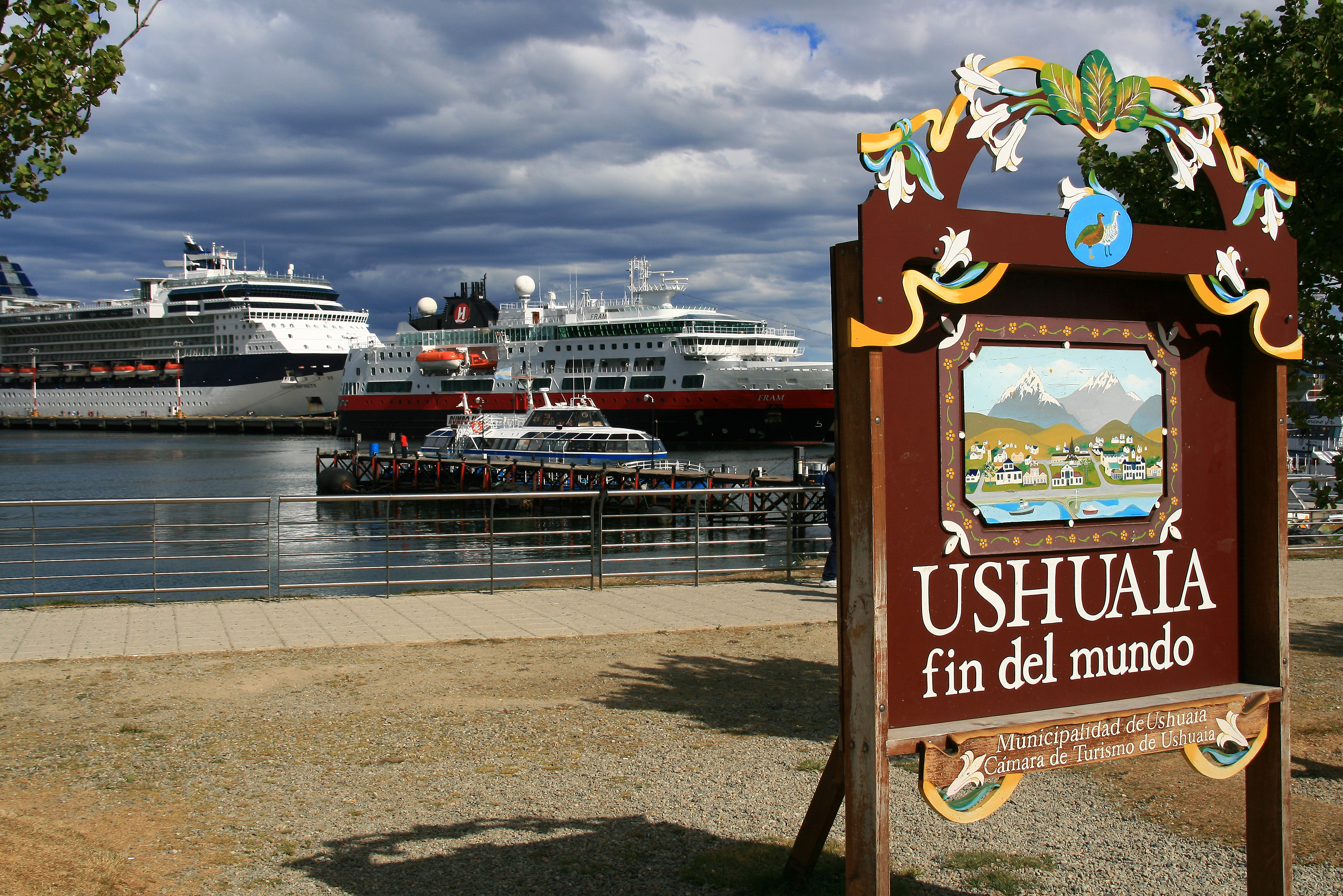
Ushuaia jest stolicą argentyńskiej prowincji Tierra del Fuego i najbardziej wysuniętym na południe miastem na świecie

- Najbardziej wysuniętym na północ punktem na świecie jest geograficzny biegun północny w Oceanie Arktycznym[1].
- Najbardziej wysuniętym na północ punktem na lądzie jest najprawdopodobniej wyspa Kaffeklubben, położona na wschód od Grenlandii. Wyspa ta leży nieco na północ od przylądka Morris Jesup na Grenlandii[2]. Na północy istnieją liczne niestabilne wyspy żwiru, okresowo zalewane całkowicie przez morze[3]. Najbardziej znaną taką wyspą jest Oodaaq, którą National Geographic uznał za dostatecznie stabilną i umieściło w Atlasie Świata wydanym w 2004 roku[4]. Dyskusje na ten temat trwają.
- Najbardziej na południe wysuniętym punktem na kuli ziemskiej jest geograficzny biegun południowy, leżący na lądzie na Antarktydzie[5].
- Najbardziej wysuniętym na zachód punktem na ziemi, według linii zmiany daty jest wyspa Attu na Alasce w USA[6].
- Najbardziej wysuniętym na wschód punktem na ziemi, według linii zmiany daty jest atol Caroline w Kiribati[6][7].

### Wysokość
- Najwyższym punktem na Ziemi jest Mount Everest – 8844–8850 m nad poziomem morza (zależnie od źródła)[8].
- Najniższym punktem jest Głębia Challengera na dnie Rowu Mariańskiego – 10 911 m poniżej poziomu morza[9].
- Najniższym punktem na lądzie jest wybrzeże Morza Martwego – 430,5 m poniżej poziomu morza (stan na 2017 r.)[10].
- Najbardziej odległym punktem od środka Ziemi jest Chimborazo – odległy od środka Ziemi o 6 384,4 km[9][11].
- Najmniej odległym punktem od środka Ziemi jest dno Oceanu Arktycznego – odległe od środka Ziemi o 6 353 km[9].